# موارد الأحجار التراثية العالمية
تسعى تسمية موارد الأحجار التراثية العالمية (GHSR) للحصول على اعتراف دولي بموارد الأحجار الطبيعية التي حققت استخدامًا على نطاق واسع في الثقافة الإنسانية.
ولقد كان أول طرح علني لتفاصيل مقترح “موارد الأحجار التراثية العالمية” في المؤتمر الجيولوجي الدولي الثالث والثلاثين في أوسلو في أغسطس 2008.
وفي المؤتمر نفسه تم الاتفاق على تقديم مقترح موارد الأحجار التراثية العالمية تحت رعاية لجنة C-10 لأحجار البناء وصخور الزخرفة “Commission C-10 Building Stones and Ornamental Rocks” التابعة لـالجمعية الدولية للجيولوجيا الهندسية والبيئة (IAEG).
ومنذ مؤتمر أوسلو حصلت التسمية أيضًا على دعم من الاتحاد الدولي للعلوم الجيولوجية (IUGS).

## وصلات خارجية
- Global Heritage Stone Resource website